# WeChat
WeChat (кит. 微信, піньїнь: Wēixìn, дослівно «мікро повідомлення») — мобільна платформа для обміну текстовими та голосовими повідомленнями, розроблена компанією Tencent. Додаток доступний для усіх популярних мобільних платформ, має версію для ПК та веб (що потребує аутентифікації через мобільний додаток). У серпні 2015 року аудиторія WeChat склала 600 млн активних користувачів, що всього на 100 млн менше аудиторії Facebook Messenger. При цьому тільки 70 млн від загальної кількості користувачів проживає за межами Китаю.
WeChat дає змогу ділитися фото та відео, робити масові розсилки, обмінюватися контактами через Bluetooth, підтримуються QR-коди для швидкого додання контакту, обробка фотографій фільтрами, а також сервіс машинного перекладу. В середині додатку є можливість здійснювати грошові перекази та робити оплату послуг. В Китайський новий рік 2016 через додаток було проведено більше транзакцій, ніж у сервісу PayPal за увесь 2015 рік.
WeChat активно просувається в Індії через ігровий портал Ibibo. WeChat  значно менш популярна за конкурентів за межами Китаю, тому поки що — регіональна платформа.
WeChat надає такі функції, як публічна платформа, коло друзів, розсилка новин тощо. Користувачі можуть додавати друзів і стежити за публічною платформою, «струшуючи», «шукаючи номер», «люди поруч», скануючи QR-код та обмінюючись вмістом на WeChat водночас друзям та ділитися чудовим вмістом, який бачать користувачі, WeChat Moments.

## Додаткові функції
- Shake WeChat — двоє випадкових користувачів можуть разом потрусити телефонами для встановлення зв'язку та обміну контактами.
- Радар друзів — карта з геоданими користувачів додатка поблизу.
- Drift Bottle — користувач має змогу надіслати повідомлення у «віртуальне море», де його можуть підібрати випадкові люди та ініціювати чат.
- Оплата комунпослуг та запис до лікаря.

## Використання в Україні
Додаток не набув широкої популярності в Україні. Українська локалізація відсутня (підтримується англійська мова). Українська діаспора в Китаї використовує додаток для організації зустрічей та допомоги іммігрантам.

## Цензура та безпека
Пошук китайською фільтрується системою фільтрації вмісту, навіть якщо здійснюється з-за кордону. Нещодавно дослідники виявили, що система фільтрації розрізняє користувачів з материкового Китаю та з-за меж країни, застосовуючи різний рівень фільтрації контенту.
Додаток підпадає під китайські закони щодо цензури та перехоплення вмісту, тому дані користувача (особливо китайською) потенційно доступні державним органам КНР. У червні 2013 року індійське Бюро розвідки позначило WeChat як потенційно небезпечний додаток. В Індії обговорюється питання заборони WeChat за його можливості в зборі особистої інформації та даних від користувачів.

## Блокування

### США
У вересні 2020 року тодішній президент США Трамп видав указ про заборону WeChat у США.
9 червня 2021 року Джо Байден скасував указ Трампа про заборону TikTok і WeChat.